# David E. Hahm
David Edgar Hahm (* 30. September 1938 in Milwaukee) ist ein US-amerikanischer Altphilologe.

## Leben
Der Sohn von Edgar David und Loraine Emily (Stebnitz) Hahm erwarb 1960 den Bachelor am Northwestern College, 1962 den Master of Arts an der University of Wisconsin und 1966 den Doctor of Philosophy an der University of Wisconsin. Er lehrte an der University of Missouri (Assistant Professor 1966–1969) und an der Ohio State University (Assistant Professor 1969–1972, Associate Professor 1972–1978, Professor 1978–2009).

## Schriften (Auswahl)
- The origins of Stoic cosmology. Columbus 1977, ISBN 0-8142-0253-5.